# Liste des instruments de musique
Liste alphabétique des instruments de musique :
- Haut – A
- B
- C
- D
- E
- F
- G
- H
- I
- J
- K
- L
- M
- N
- O
- P
- Q
- R
- S
- T
- U
- V
- W
- X
- Y
- Z

## A
- abôlouman
- accordéon
- accordéon à touches piano
- accordéon chromatique
- accordéon de Styrie
- accordéon diatonique
- accordina
- adjalin
- adungu
- adyrna
- aérophon
- afoxé
- agogô
- agung
- ahoco
- ajaeng
- alboka
- alfaia
- alghoza
- alto
- antara
- angklung
- antsiva : conque malgache
- appeau
- aravana
- archiluth
- ardîn
- arghoul ou argol
- armónico
- arpeggione
- asatayak
- asson
- assotor
- atabaque
- attoungblan
- aulos
- autoharpe
- axatse

## B
- babendil
- baglama
- bajo sexto et bajo quinto
- balaban (ou balaman ou doudouki ou duduk, etc.)
- balafon
- balafon chromatique
- balalaïka
- balalaïka alto
- balalaïka basse
- balalaïka contrebasse
- balalaïka électrique
- balalaïka ténor
- bamboula
- bandola
- bandolim
- bandonéon
- bandore
- bandoura : cithare ukrainienne
- bandurria
- bangdi ou bāngdí : piccolo chinois
- banjo
- banjo basse
- banjo contrebasse
- banjo électrique
- banjo ténor
- banjo-ukulélé
- banjoline
- banshrî
- barbat
- barbitos : instrument antique à cordes
- baryton
- bassanello
- basse acoustique
- basse fretless
- basson
- basson fagott
- batá : percussions cubaines (3 tailles : okolo, itotele, rya)
- bâton de pluie
- bâton laid
- batterie
- batterie électronique
- bawu
- bayan : accordéon russe
- bazooka
- béchonnet : cornemuse auvergnate
- bedon
- begena
- bendir : tambour à timbre
- benju ou dulcimer japonais
- berimbau
- bhankora
- bianqing
- bianzhong
- binzasara
- biniou : cornemuse bretonne
- birbyne : instrument à vent lituanien
- biwa : luth japonais
- bloc chinois
- bloc sablé
- blul
- bobre
- bodega : cornemuse du Languedoc
- bodhrán : tambour irlandais
- boha : cornemuse de Gascogne
- boîte à musique
- bol chantant
- bolon
- bombarde
- bombardon
- bombo : percussion d'Amérique du Sud
- bombolong
- bongo(s) : percussion d'Amérique du Sud (2 tailles : hembra et macho)
- Boomwhacker
- border pipe
- bordonua
- borrindo
- bourdon
- bouteille
- bouzouki
- bratsch ou braci ou brace ou contrã : violon à 3 cordes roumain
- bronté
- bucium
- bugle
- buisine
- buk
- bulbul tarang : sud de l[jospinkonekt]
- bunde
- bundengan
- byzaanchy

- Haut – A
- B
- C
- D
- E
- F
- G
- H
- I
- J
- K
- L
- M
- N
- O
- P
- Q
- R
- S
- T
- U
- V
- W
- X
- Y
- Z

## C
- cabasa
- cabrette : cornemuse auvergnate
- caisse claire
- caisse claire écossaise
- caixa : percussion brésilienne
- caja
- cajón : percussion d'Amérique latine
- calebasse
- cantaro
- carémère ou caramèra : clarinette de Gascogne
- carillon
- carillon à vent
- carillon d’orchestre
- carillon médiéval
- carillon tubulaire
- carimbo
- carnyx
- castagnettes
- caval : flûte roumaine
- cavaquinho
- caxambu
- caxirola
- caxixi
- cécilium
- célesta
- cellulophone
- cencerro
- cervelas
- cetera
- chabrette : cornemuse du Limousin
- chakhe
- chalemie
- chalumeau
- chang
- chanza
- chapeau chinois
- chapey
- charango : 3 tailles : waylacho, charango et ronrocco
- charleston
- chekeré
- chenda
- ching
- chirimía
- chitarra battente
- chitarrone
- chlefeli
- chocalho
- chophar
- choro
- cialamella
- çifteli
- cimboa
- cimbasso
- cistre
- cithare
- cithare électrique
- citole
- clairon
- clarino
- clarinette
- clarinette alto
- clarinette basse
- clarinette contralto
- clarinette contrebasse
- clarinette d'amour
- clarinette de basset
- clarinette double : clarinette traditionnelle
- clarinette en métal
- clarinette octo-contralto
- clarinette octo-contrebasse
- clarinette piccolo
- clarinettes des Balkans
- Clarytone
- clavecin : famille de plusieurs instruments dont le clavecin.
- claves
- clavi-harpe
- clavicorde : a évolué vers le piano-forte
- clavicytherium : famille des clavecins
- clavier électronique
- clavinet
- cloche
- cloches tubulaires
- cobza : luth roumain
- colachon
- concertina
- congas (3 tailles : quinto, tumba et conga)
- conque : instrument à base de coquillage
- contraforte : sorte de contrebasson
- contrebasse
- contrebasse à vent
- contrebasse électrique
- contrebassine
- contrebasson
- cor
- cor anglais
- cor de basset
- cor de chasse
- cor des Alpes
- cor d'harmonie ou cor moderne
- cor naturel
- cor postal
- cornamuse
- corne
- cornemuse
- cornet à bouquin
- cornet à pistons
- cornophone ou cornon
- cornu
- cosmophone
- courtaud
- crécelle
- cricket
- cri d'animaux
- cristal Baschet
- cromorne : instrument à vent
- crotales
- crwth : instrument à cordes
- cuatro : Venezuela
- cuica : tambour à friction brésilien
- cuillers
- cümbüş
- cura : instrument proche du bouzouki
- cymbale
- cymbale antique
- cymbale china
- cymbale crash
- cymbale ride
- cymbale splash
- cymbalum

- Haut – A
- B
- C
- D
- E
- F
- G
- H
- I
- J
- K
- L
- M
- N
- O
- P
- Q
- R
- S
- T
- U
- V
- W
- X
- Y
- Z

## D
- dabakan : tambour philippin
- dadihu
- daegeum
- daf
- daguangxian
- damaru
- đàn bầu
- đàn nguyệt
- đàn nhị
- đàn tính
- đàn tranh
- đàn tỳ bà
- dangjeok
- dangyra
- danso
- darbouka ou darbuka ou darbuqqa
- def : percussion kurde
- davul
- den-den daiko
- dholak
- diapason
- didgeridoo : tube soufflé australien
- dilruba
- diplipito
- dixianqin
- dízi : flûte horizontale chinoise
- djembé
- djomolo
- djoza
- do
- doedelzak
- dobă
- doblophone
- dobro
- dohol
- dokra
- dombra
- domra
- dòngxiāo : flûte verticale chinoise
- dörvön chikhtei khuur
- dotâr
- double cloche
- doucemelle
- doulophone/cuprophone
- doyre : percussion arménienne
- dozaleh : clarinette double
- dranyen
- duanxiao
- duduk : hautbois arménien
- Dubreq Stylophone : instrument de musique électronique miniature
- dulcimer
- dulcitone
- dulzaina ou dultzania : hautbois aragonais
- dum dum ou dunun : percussion mandingue
- dungchen

- Haut – A
- B
- C
- D
- E
- F
- G
- H
- I
- J
- K
- L
- M
- N
- O
- P
- Q
- R
- S
- T
- U
- V
- W
- X
- Y
- Z

## E
- Eigenharp
- ekonting
- ektara
- enclume
- enclumette
- endongo
- engalabi
- ennanga
- éoliphone
- épinette
- épinette des Vosges
- erhu ou èrhú
- erke
- erkencho
- erxian
- esraj
- étigbanon
- euphone
- euphonium
- euphonium à pavillon double
- ever büree

## F
- ferrinho
- fiddle
- fifre
- fiscorn
- flabuta
- flageolet ou flajol
- flaviol
- flexatone
- flûte
- flûte à bec
- flûte à coulisse
- flûte alto
- flûte andine
- flûte au Paléolithique
- flûte basse
- flûte contrebasse
- flûte d'amour
- flûte de Pan
- flûte en sol
- flûte harmonique
- flûte longitudinale
- flûte mandingue
- flûte multiple
- flûte nasale
- flûte piccolo
- flûte ténor
- flûte traversière
- flûte traversière baroque
- fouet
- frestel
- frottoir
- fujara
- fût

- Haut – A
- B
- C
- D
- E
- F
- G
- H
- I
- J
- K
- L
- M
- N
- O
- P
- Q
- R
- S
- T
- U
- V
- W
- X
- Y
- Z

## G
- gabbang
- gadoulka
- gaïta
- gallal
- galoubet
- gamelan
- gandingan
- gangsa
- ganzá
- gaohu
- gardon : percussion hongroise
- garmon
- gasbâ : flûte tunisienne
- gayageum
- gbedu
- Gbofe
- gemshorn : flûte en corne
- gender
- ghatam
- ghaychak
- ghumot
- ghunghuru
- giga
- gigue
- gita : calebasse avec cauris
- glassharmonica
- glockenspiel
- gogona
- gong
- gong ageng
- gongoba
- gottan
- gousli
- graïle : hautbois du Languedoc
- gralla
- gravi-kora
- great Highland bagpipe
- grelots
- grosse caisse
- ɡualambo
- guacharaca
- guanzi
- Gubal
- gudastviri
- Gue du Shetland
- guembri
- guimbarde
- guimbarde en bambou
- güiro
- guitare
- guitare à double manche
- guitare à douze cordes
- guitare acoustique
- guitare baroque
- guitare baryton
- guitare basse
- guitare classique
- guitare électrique
- guitare électro-acoustique
- guitare flamenca
- guitare folk
- guitare fretless
- guitare-harpe
- guitare hawaïenne
- guitare portugaise
- guitare ténor
- guitarra baiana
- guitarra de golpe
- guitarra huapanguera
- guitarra panzona
- guitarrón
- guitarrón mexicano
- guiterne
- guqin (cithare chinoise à cordes pincées)
- gusle
- guzheng (cithare chinoise)
- gyil

## H
- hackbrett
- haegeum
- hang
- harmonéon
- harmonica :
- harmonica de verre
- harmoniflûte
- harmonium : orgue
- harmonium indien
- harpe
- harpe andine
- harpe baroque
- harpe celtique
- harpe chromatique
- harpe classique
- harpe électrique
- harpe éolienne
- harpe médiévale
- harpe paraguayenne
- harpe triple
- hautbois
- hautbois ancien
- hautbois baryton
- hautbois classique
- hautbois d'amour
- hautbois de chasse
- hautbois moderne
- heckelphone
- hegelung
- hélicon
- hichiriki
- hilun hi kôba
- hochet
- horagai
- hornpipe : corne
- hosaphone
- hotchiku
- hsaing waing
- hudukkâ
- huehuetl
- hulusi
- hümmelchen
- húqín : viole à 2 cordes chinoise
- hyōshigi

- Haut – A
- B
- C
- D
- E
- F
- G
- H
- I
- J
- K
- L
- M
- N
- O
- P
- Q
- R
- S
- T
- U
- V
- W
- X
- Y
- Z

## I
- ichigenkin
- idakka
- ikh khuur
- imzad
- inanga
- ingomba
- irish flute

## J
- jal tarang
- janggu
- jarana
- jarana huasteca
- jazzophone
- jetygen
- jeu de timbre
- Jhallari
- jinghu
- jivari
- jouhikko
- junggeum
- junjung

## K
- ka : tambour des Caraïbes
- kabosse (appelé aussi kabossy ou kabosa) : guitare malgache
- kacapi
- kacapi suling
- kaganu
- kagurabue
- kagurasuzu
- kakaki
- kakko
- kamânche
- kamélé n'goni
- kane
- kangling
- kanjira
- kankangui : trompette du Bénin
- kankara sanshin
- kanklės : cithare lituanienne
- kannel : cithare estonienne
- kantele : cithare finlandaise
- karnay
- kartal
- kashaka
- kasso : harpe du Sénégal et de Gambie à vingt cordes
- kaval : flûte oblique bulgare
- kayamb : des Mascareignes ou maravane de l'île Maurice
- kazoo ou mirliton : instrument membranophone
- kebero
- kendang
- keroncong
- kette drums : tambours rastas nyabinghi jamaïcains (funde, repeater, bass drum)
- keytar
- khamak
- khên : laosien
- khloy
- khlui
- khurdak
- kilaut : tambour
- kinnor
- kissar : lyre éthiopienne
- klaxon
- kōauau
- kobyz
- kobza : type bandoura, (Ukraine)
- kokyū
- kolotushka
- komabue
- kŏmun'go
- komuz
- koncovka
- kong toch
- konghou
- kora : harpe africaine
- koto : cithare japonaise
- koudi
- kouxian
- krachappi
- krap
- krar : lyre éthiopienne et érythréenne
- krin
- kudüm
- kuitra : genre de guitare arabe à quatre cordes
- kulintang : gong
- kultrún
- kundi
- kuray
- kutiyapi
- kuzhal

- Haut – A
- B
- C
- D
- E
- F
- G
- H
- I
- J
- K
- L
- M
- N
- O
- P
- Q
- R
- S
- T
- U
- V
- W
- X
- Y
- Z

## L
- lali : idiophone traditionnel fidjien
- lambeg
- langeleik : cithare / épinette des Vosges norvégienne
- laouto
- lap steel guitar
- launeddas
- lettuceleaf
- limonaire
- lingm
- lingo
- lira da braccio
- lirone ou lira da gamba
- lithophone
- lituus
- liuqin
- lokole
- loure
- loutar
- low whistle
- lune de Pejeng
- luth
- luth baroque
- luth classique
- luth suédois
- luth-clavecin
- luthéal
- lur
- lyra
- lyra-viol
- lyre
- lyre antique
- lyre au taureau
- lyre du Moyen Âge
- lyre éthiopienne

- Haut – A
- B
- C
- D
- E
- F
- G
- H
- I
- J
- K
- L
- M
- N
- O
- P
- Q
- R
- S
- T
- U
- V
- W
- X
- Y
- Z

## M
- ma'wo
- maddalam
- malunga
- mandobasse
- mandoline
- mandoline à résonateur
- mandoline country
- mandoline électrique
- mandoline piccolo
- mandoloncelle
- mandole algérien
- mandole ténor/alto
- mandolute
- mandoluth
- mandore
- manichordion
- manjira
- maracas : hochet d'Amérique du Sud
- maravanne : de l'île Maurice ou kayamb des Mascareignes
- marimba
- marimbula
- marovany
- Marxophone
- masenqo
- Matrémine
- mattauphone
- mbira : piano à pouce africain
- mellophone
- mellotron
- mélodéon
- mélodica
- membrane
- merline
- métallophone
- métronome
- mezoued : cornemuse tunisienne
- mirliton
- mizhâvu
- mohoceño
- moko
- mokugyo
- monocorde
- Moodswinger
- moorchang
- moraharpa
- morin khuur
- mridang
- muchosa
- mukkuri
- muselaar : famille des clavecins
- musette
- musette de cour
- musette du Poitou
- mvett

- Haut – A
- B
- C
- D
- E
- F
- G
- H
- I
- J
- K
- L
- M
- N
- O
- P
- Q
- R
- S
- T
- U
- V
- W
- X
- Y
- Z

## N
- N'Odaiko
- nacaire
- nagara : indien du Bengale
- nagasvaram
- naï : flûte de Pan roumaine
- Ncas
- ney
- neyanban
- ngombi
- n'goni : Afrique de l'Ouest
- nguru (sifflet à nez)
- nicolo
- nira
- nōkan
- Northumbrian smallpipes
- n'tama
- nyabinghi
- nyatiti
- nyckelharpa : vièle suédoise

- Haut – A
- B
- C
- D
- E
- F
- G
- H
- I
- J
- K
- L
- M
- N
- O
- P
- Q
- R
- S
- T
- U
- V
- W
- X
- Y
- Z

## O
- ocarina
- ocean drum
- octobasse
- Okraulo
- olifant
- omni
- omnichord
- ondes Martenot
- ophicléide
- oporo
- organetto
- organistrum
- orgue
- orgue classique
- orgue de Barbarie
- orgue électrique
- orgue électronique
- orgue Hammond
- orgue numérique
- orgue portatif
- orphéon
- orphica
- orutu
- os
- otamatone
- ōtsuzumi
- ottavino
- oud : luth arabe

## P
- paixiao
- pakhâwaj
- pandeiro
- pandereta
- pandero jarocho
- pandouri
- pandurina
- pantaléon
- parkapzuk
- patola
- pasiyak ou sifflet d'eau
- pavaoo
- pedal steel
- pee : siamois
- pennywhistle
- percuphone
- perroquette
- petite clarinette
- phin
- phorminx
- pi
- piano
- piano à queue
- piano à tangentes
- piano acoustique
- piano classique
- piano droit
- piano électrique
- piano électronique
- piano-forte
- piano numérique
- piano-pédalier
- pibrock
- piccolo
- pifano
- pifülka
- pinquillo
- Pipa (instrument) ou pípa : luth chinois
- pipeau
- piri
- plagiaulos
- planche à laver
- pochette
- pommer
- psalmodicon
- psaltérion
- pūʻili : Hawaï
- pu
- pung
- pungi
- pututu
- pyrophone

- Haut – A
- B
- C
- D
- E
- F
- G
- H
- I
- J
- K
- L
- M
- N
- O
- P
- Q
- R
- S
- T
- U
- V
- W
- X
- Y
- Z

## Q
- qanbüs
- qanûn : cithare du Proche-Orient
- qarnay : ouzbek
- qinqin
- qraqeb
- quena
- quijada
- quintephone

## R
- rabâb : vièles et luths
- rabâb maghrébin
- rabâba
- rabel
- ralé-poussé
- rauschpfeife
- ravanhatta
- reactable
- rebana
- rebec (instrument)
- reclam de xeremies
- reco-reco
- régale
- repinique
- repique de mão
- requinto
- requinto (cordes)
- rgya gling
- rhombe (bull-roarer en anglais)
- ribab soussi
- riqq : percussion basque ou arabe
- róbero
- rondador
- roneat
- roue à carillons
- rouleur
- ruan
- rubab
- ryūteki

- Haut – A
- B
- C
- D
- E
- F
- G
- H
- I
- J
- K
- L
- M
- N
- O
- P
- Q
- R
- S
- T
- U
- V
- W
- X
- Y
- Z

## S
- sabar
- säckpipa
- sacqueboute : Moyen Âge
- saenghwang
- sagattes
- salamouri : caucasien
- salo
- salpinx : sorte de trompette utilisée en Grèce antique
- samphor
- sanshin
- santour
- sanxian
- sanza : piano à pouces africain
- sarangi : vièle indienne
- sarod
- saron
- sarrussophone
- sarrussophone alto
- sarrussophone baryton
- sarrussophone basse
- sarrussophone contrebasse
- sarrussophone soprano
- sarrussophone ténor
- satârâ
- saung : birman
- saw duang
- saw sam sai
- saxhorn
- saxhorn alto
- saxhorn baryton
- saxhorn basse
- saxophone
- saxophone alto
- saxophone baryton
- saxophone basse
- saxophone contrebasse
- saxophone piccolo
- saxophone sopranino
- saxophone soprano
- saxophone sous-contrebasse
- saxophone ténor
- saxotromba
- saxtuba
- saz : luth turc et caucasien
- scabellum
- Scheitholt
- scie musicale
- Scottish smallpipes
- seprewa
- serinette
- serpent
- setâr
- seto
- Shahi Baaja
- shakuhachi ou siaku-hachi : flûte japonaise
- shamisen
- shankha
- shekere
- shehnai
- sheng : orgue à bouche et à anche chinois
- shevi
- shi mian luo
- shime-daiko
- shinobue
- shō
- shōko
- shōmyō
- shruti box
- sifflet
- sifflet à sirène
- sihu
- siku : 4 tailles : tayka, malta, liku et chuli
- silimba
- simandre
- simsimiyya
- sipsi
- sirène (appareil sonore)
- siyotantka (le bâton qui chante) : flûte d'amour des Indiens des plaines
- sistre : à ne pas confondre avec cistre
- sitar : sorte de grand luth indien
- sitar électrique
- siyotanka
- Skor thom
- slentem
- snpoñia ou samponia
- sodina, sody, soly, antsoly ou antsody : flûte malgache
- sonnaille
- sopilka : flûte ukrainienne
- sorud
- soubassophone ou sousaphone
- sourdine
- souzabone
- sringa
- steel drum
- steel guitar
- steel tongue drum
- stick
- stylophone
- stretch machine
- sueng
- suka
- suling ou souling : flûte indonésienne
- suona : trompe de cérémonie chinoise
- surbahar
- surdo
- sursingar
- svirel
- swarmandal
- swordblade
- Sybyzgy
- synthétiseur
- syntophone

- Haut – A
- B
- C
- D
- E
- F
- G
- H
- I
- J
- K
- L
- M
- N
- O
- P
- Q
- R
- S
- T
- U
- V
- W
- X
- Y
- Z

## T
- taârija
- tabl
- tabla : percussion
- tablat
- taepyeongso
- taiko : percussion
- taishōgoto
- talharpa
- tantã
- tam-tam
- tama : percussion
- tamak'
- tambin
- tambora
- tamborim : percussion, brésilien
- tamborita calentana
- tambour
- tambour à boules fouettantes
- tambour à fente
- tambour à friction
- tambour bèlè
- tambour d'eau
- tambour d'océan
- tambour de chaman
- tambour du Burundi
- tambour-hochet
- tambour militaire
- tambour sur cadre
- tambourin
- tambourin (sur fût)
- tambourin à cordes
- tambûr
- tan-tan
- tar
- târ : luth Iran
- tar
- tarka
- tárogató
- tarol
- tasa
- tashepoto : apparenté à une cithare, indien et peut-être japonais
- tautirut
- tbal : tambour
- tchangui
- tchiboni
- tchongouri
- tchouniri
- telharmonium : instrument électromécanique
- tenora : hautbois espagnol
- teponaztli
- thappu
- thavil
- théorbe
- thérémine : instrument de musique électronique
- tianqin
- tible
- tigre de Tippu
- timba
- timbal
- timbal
- timbale
- timbales, et timbalitos et timbalon
- timila
- timple
- tin whistle
- tiple
- tiple colombien
- tizmarines
- tjurunga
- tlapitzalli
- to'ere
- tom
- tom basse
- tombak : iranien
- tonkori
- tournebout
- tovshuur
- trembita
- tres
- triangle
- triccheballacche
- trikiti
- tritare
- tro
- trombone
- trombone à coulisse
- trombone à pistons
- trombone alto
- trombone baroque
- trombone basse
- trombone contrebasse
- trombone moderne
- trombone sopranino
- trombone soprano
- trombone ténor
- trompe de chasse
- trompetica china
- trompette
- trompette à coulisse
- trompette argienne
- trompette baroque
- trompette basse
- trompette de cavalerie
- trompette de poche
- trompette marine
- trompette médique
- trompette naturelle
- trompette piccolo
- trompette soprano
- trompette à tubes
- trompette tyrrhénienne
- tsambouna
- tsuri-daiko
- tsuur
- tsuzumi
- tuba
- tuba baryton
- tuba basse
- tuba contrebasse
- tuba curva
- tuba sous-contrebasse
- tuba ténor
- tuba wagnérien
- tubular bells
- tulum
- tungso
- turi
- tütək
- txalaparta : Pays basque
- txirula : flûte du Pays basque, utilisée en Soule
- txistu : flûte du Pays basque
- tympanon

- Haut – A
- B
- C
- D
- E
- F
- G
- H
- I
- J
- K
- L
- M
- N
- O
- P
- Q
- R
- S
- T
- U
- V
- W
- X
- Y
- Z

## U
- uilleann pipes
- ukulélé
- ukulélé à résonateur
- ukulélé baryton
- ukulélé basse
- ukulélé contrebasse
- ukulélé électrique
- ukulélé-harpe
- ukulélé soprano
- ukulélé ténor
- udu

## V
- valiha
- varinette
- verrillon
- veuze : cornemuse de Haute-Bretagne
- vibrandoneon (instrument)
- vibraphone
- vibraslap, fouet vobrant
- vièle
- vielle à roue
- vielle organisée
- vihuela
- villâdivâdyam
- villu
- vînâ : indien
- viola all'inglese
- viola bastarda
- viola da braccio
- viola organista
- viola pomposa
- violão
- viole caipira
- viole d'amour
- viole d'Orphée
- viole de gambe
- violectra
- violon
- violon à pavillon : roumain
- violon baroque
- violon électrique
- violon Hardanger
- violon peul
- violon ténor
- violoncelle
- violoncelle électrique
- violoncello all'inglese
- violone
- virginal : famille des clavecins
- vivo
- voix
- vuvuzela

- Haut – A
- B
- C
- D
- E
- F
- G
- H
- I
- J
- K
- L
- M
- N
- O
- P
- Q
- R
- S
- T
- U
- V
- W
- X
- Y
- Z

## W
- wakrapuku : trompe péruvienne
- wankara
- washint
- waterphone
- wolf-whistling ou cri d'loup
- wood-block
- wot

## X
- xaphoon
- xiao
- xun
- xylophone

## Y
- yabara
- yamatogoto
- yangqin
- yatga
- yehu
- yokobue
- yotar
- yueqin
- yuka

## Z
- zabumba
- zampogna
- zhaleika ou zjalejka
- zheng
- zhongdihu
- zhongruan
- zhuihu
- zurna